# 34220 Pelagiamajoni
34220 Pelagiamajoni este o planetă minoră (asteroid) din centura de asteroizi. A fost descoperită pe 25 august 2000 la Experimental Test Site⁠(d) de Lincoln Near-Earth Asteroid Research. 
Obiectul prezintă o orbită caracterizată de o semiaxă mare de 2,339013 UAi, o excentricitate de 0,17, o înclinație de 6,42342 ° în raport cu ecliptica.